# Oorlog en terpentijn
Oorlog en terpentijn is een roman uit 2013 van de Vlaamse schrijver Stefan Hertmans.

## Synopsis
De roman reconstrueert het leven van de grootvader van de schrijver, Urbain Martien, vóór, tijdens en na de Eerste Wereldoorlog, respectievelijk de delen I, II en III van het boek. De schrijver doet het voorkomen alsof de roman gebaseerd is op cahiers die hij van zijn grootvader kreeg. In een interview bevestigde Hertmans het bestaan van de oorlogsmemoires van zijn grootvader. "Hij heeft ze me gegeven enkele maanden voor zijn dood in 1981. Hij was geboren in 1891, zijn leven leek niet meer geweest te zijn dan het over elkaar heen springen van twee cijfers in het jaartal" (blz. 19). De schrijver liet de cahiers al die tijd ongelezen en verwerkte ze nu, dertig jaar later, in een roman.
Het leven van Urbain Martien begint in een Gentse volksbuurt tijdens de belle époque. Zijn vader was arm en ziekelijk en kwam aan de kost als schilder van fresco's in parochiekerken. Zijn moeder, een sterke vrouw van betere komaf, is uit liefde met hem getrouwd. Urbain erft van zijn vader de belangstelling voor schilderkunst.
Bij het uitbreken van de Grote Oorlog is Urbain 23 jaar en moet hij naar het front. Hij wordt een gedisciplineerde soldaat en een gedecoreerde oorlogsheld. Hij wordt in het Frans afgeblaft maar doet toch plichtsbewust wat ze van hem vragen. Hij vertelt hoe zij zich terugtrekken voor de Duitse opmars en hoe zij in de loopgraven achter de overstroomde IJzervlakte terechtkomen. De gruwelen van de oorlog worden aangrijpend 'van dichtbij' beschreven.
In een kort derde deel krijgt het verhaal een tragische wending doordat zijn grote liefde sterft bij de grote epidemie van Spaanse griep.

## Palmares
De roman won de AKO Literatuurprijs 2014 en De Inktaap 2016.